# گمینا کرنگتسه
گمینا کرنگتسه (به لهستانی:  Gmina Krynice) یک گمینا در لهستان است که در شهرستان توماشوف لوبلسکی واقع شده‌است. گمینا کرنگتسه ۷۳٫۵۸ کیلومتر مربع مساحت و ۳٬۴۰۵ نفر جمعیت دارد.